# Szádi
Moszleho'D-dín Sza'dí a perzsa klasszikus költészet legmarkánsabb alakjainak egyike, akit a perzsák Firdauszí és Háfiz mellett legnagyobb költőjüknek tartanak. 

## Életpályája
Sirázban született 1213-1219 között és Sirázban is hunyt el valószínűleg 1292-ben. 
Tanulmányait Bagdadban végezte, majd hosszú vándorút után Sirázban telepedett le, ahol 1256-57-ben a szelgurida Abú Bakr ibn Sza'd emírnek ajánlva írta meg Búsztán (Gyümölcsöskert) című didaktikus költeményét, majd 1258-ban a Gulisztán (Rózsáskert) című másik híres művét is kiadta, melyet az emír fiának, Sza'd ibn Abí Bakrnak ajánlott. (Ez utóbbitól vette költői takhalloszát, a Sza'dí nevet.) Ezután haláláig szúfí életet élt, rendkívül tevékeny költői és tanítói munkásságot fejtve ki. 
A szúfizmus köntösében jelentkező mondanivalóját igen gyakorlati gondolkodás, mély humanizmus és az erkölcsi oldal előtérbe állítása jellemzi. 
Lírájából gazaljai érték el a műfaj eddigi fejlődésének csúcsát, amelyet később majd csak Háfiz múlt felül.

## Főbb munkái
- Búsztán (Gyümölcsöskert)
- Gulisztán (Rózsáskert)